# Lüshunkou
Lüshunkou (chin. upr.: 旅顺口区; pinyin: Lǚshùnkǒu Qū); także Lüshun; dawniej Port Arthur i Ryojun (jap. 旅順) – dzielnica miasta Dalian w północno-wschodnich Chinach, w prowincji Liaoning, na półwyspie Liaodong, nad Morzem Żółtym. Do 1950 roku oddzielne miasto pod nazwą Lüshun. W 2000 roku liczba mieszkańców dzielnicy wynosiła 264 998. W Lüshunkou znajdują się port handlowy i rybacki oraz baza marynarki wojennej.

## Etymologia
W czasie wojny anglo-francuskiej z Chinami w 1857 roku komendant floty wybrał tutejszą zatokę portową jako bazę dla okrętów atakujących fortyfikacje Dagu. Zatokę nazwał imieniem królowej Wiktorii, a port imieniem księcia Artura, późniejszego księcia Connaught i Strathearn.

## Historia
Już od końca XIX wieku był to port wojenny (w naturalnej zatoce) – główna baza powołanej po 1875 najnowocześniejszej z chińskich flot – floty Beiyang. W 1898 roku Lüshun został wydzierżawiony Rosji na 25 lat i stał się główną rosyjską ufortyfikowaną bazą morską Floty wojennej Oceanu Spokojnego. Podczas wojny rosyjsko-japońskiej 1904–1905 był przez kilka miesięcy oblegany przez Japończyków (zobacz: obrona Port Artur) i ostatecznie zdobyty przez nich 2 stycznia 1905 roku; w porcie w ręce japońskie wpadły pozostałości rosyjskiej Floty Pacyfiku. Na mocy traktatu w Portsmouth z 1905 roku pozostał pod władzą Japonii. Nosił wówczas nazwę Ryojun.
Po wyparciu Japończyków z Mandżurii przez Armię Czerwoną w 1945 roku ZSRR otrzymał prawo do utrzymywania w tutejszym porcie bazy dla swojej marynarki wojennej. Została ona zlikwidowana na mocy porozumienia z Chinami w 1955 roku.
W roku 1950 Lüshun zostało połączone z sąsiednim Dalian i straciło status miasta. Jego nazwę zmieniono wówczas na Lüshunkou.